# Diego Romero (calciatore)
Diego Alonso Romero Cachay (Chiclayo, 17 agosto 2001) è un calciatore peruviano, portiere del Banfield in prestito dall'Universitario.

## Carriera

### Club
Romero è cresciuto nelle giovanili dell'Universitario ed è stato promosso in prima squadra nel marzo del 2019. Ha debuttato il 30 settembre 2020 nell'incontro di Liga 1 vinto 5-0 contro il Deportivo Municipal.

### Nazionale
Nel maggio del 2019 ha partecipato con il Perù Under-20 al campionato sudamericano di categoria e nell'ottobre del 2023 ha partcipato con il Perù Under-23 al Torneo Pre-Olimpico CONMEBOL.
Nel 2024 è stato incluso nella lista finale dei convocati per la Copa América 2024.

## Statistiche

### Presenze e reti nei club
Statistiche aggiornate al 6 settembre 2024.
| Stagione        | Squadra         | Campionato      | Campionato | Campionato | Coppe nazionali | Coppe nazionali | Coppe nazionali | Coppe continentali | Coppe continentali | Coppe continentali | Altre coppe | Altre coppe | Altre coppe | Totale | Totale | Totale |
| Stagione        | Squadra         | Comp            | Pres       | Reti       | Comp            | Pres            | Reti            | Comp               | Pres               | Reti               | Comp        | Pres        | Reti        | Pres   | Reti   |        |
| --------------- | --------------- | --------------- | ---------- | ---------- | --------------- | --------------- | --------------- | ------------------ | ------------------ | ------------------ | ----------- | ----------- | ----------- | ------ | ------ | ------ |
| 2020            | Universitario   | L1              | 7          | -14        | CP              | 0               | 0               | CL                 | 0                  | 0                  | -           | -           | -           | 7      | -14    |        |
| 2021            | Universitario   | L1              | 1          | 0          | CP              | 0               | 0               | CL                 | 0                  | 0                  | -           | -           | -           | 1      | 0      |        |
| 2022            | Universitario   | L1              | 5          | -6         | CP              | 0               | 0               | CL                 | 0                  | 0                  | -           | -           | -           | 5      | -6     |        |
| 2023            | Universitario   | L1              | 8          | -5         | CP              | 0               | 0               | CS                 | 2                  | -3                 | -           | -           | -           | 10     | -8     |        |
| 2024            | Universitario   | L1              | 6          | -4         | CP              | 0               | 0               | CL                 | 0                  | 0                  | -           | -           | -           | 6      | -4     |        |
| Totale carriera | Totale carriera | Totale carriera | 27         | -29        |                 | 0               | 0               |                    | 2                  | -3                 |             | -           | -           | 29     | -32    |        |

## Palmarès

### Club

#### Competizioni nazionali
- Campionato peruviano: 2

Universitario: 2023, 2024